# Sugestibilidad
Sugestibilidad: Es la cualidad de estar inclinado a aceptar y actuar según las sugerencias de otros, donde con falsa pero posible información, se rellenan los huecos vacíos en la memoria para recordar escenarios o momentos. La sugestibilidad utiliza señales para distorsionar el recuerdo, por ejemplo cuando se le dice algo al sujeto de forma persistente, sobre un acontecimiento pasado, el recuerdo sobre tal acontecimiento se ajusta al mensaje repetido. 
Según el diccionario médico de ACADEMIC.com, sugestibilidad es un término relativo a la susceptibilidad de una persona a cambiar sus ideas o actitudes por la influencia de los demás.
- Datos: Q2918559